# Freedom (album Top One)
Freedom – dziesiąty album zespołu Top One wydany przez wytwórnię Pro Dance w 1995 roku. Album zawiera 11 utworów.

## Lista utworów
1. "Król i żebrak" (muz. Paweł Kucharski, sł. Sylwester Raciborski)
2. "Zakazane miasto" (muz. Dariusz Zwierzchowski, sł. Jan Krynicz)
3. "Dzieci Europy '95" (muz. Dariusz Królak, sł. Jan Krynicz)
4. "Krew na piasku" (muz. Dariusz Królak, sł. Jan Krynicz)
5. "Walcz o mnie '95" (muz. Dariusz Zwierzchowski, sł. Jan Krynicz)
6. "Rejs dookoła życia" (muz. Dariusz Zwierzchowski, sł. Sylwester Raciborski)
7. "Złota Jokohama '95" (muz. Paweł Kucharski, sł. Jan Krynicz)
8. "Party line" (muz. Dariusz Zwierzchowski, sł. Jan Krynicz)
9. "Wielki bieg" (muz. Dariusz Królak, sł. Jan Krynicz)
10. "Serce jak muzyka '95" (muz. Paweł Kucharski, sł. Jan Krynicz)
11. "Pro Dance Mix" (mix: Dariusz Królak i Dariusz Zwierzchowski)

- Nagrań dokonano w czerwcu 1995 roku w Studio Winicjusza Chrósta w Sulejówku.

## Twórcy
- Paweł Kucharski – vocal
- Dariusz Zwierzchowski – instrumenty klawiszowe
- Dariusz Królak – instrumenty klawiszowe
- Wacław Wróbel – manager
- Marcin Kiljan, Magdalena Ziółkowska – chórki
- Marek Radziwon – saksofon altowy
- Attagoe Calabash – rap
- Winicjusz Chróst – realizacja nagrań